# Agathosma crenulata
Agathosma crenulata là một loài thực vật có hoa trong họ Cửu lý hương. Loài này được (L.) Pillans mô tả khoa học đầu tiên năm 1950.

## Hình ảnh

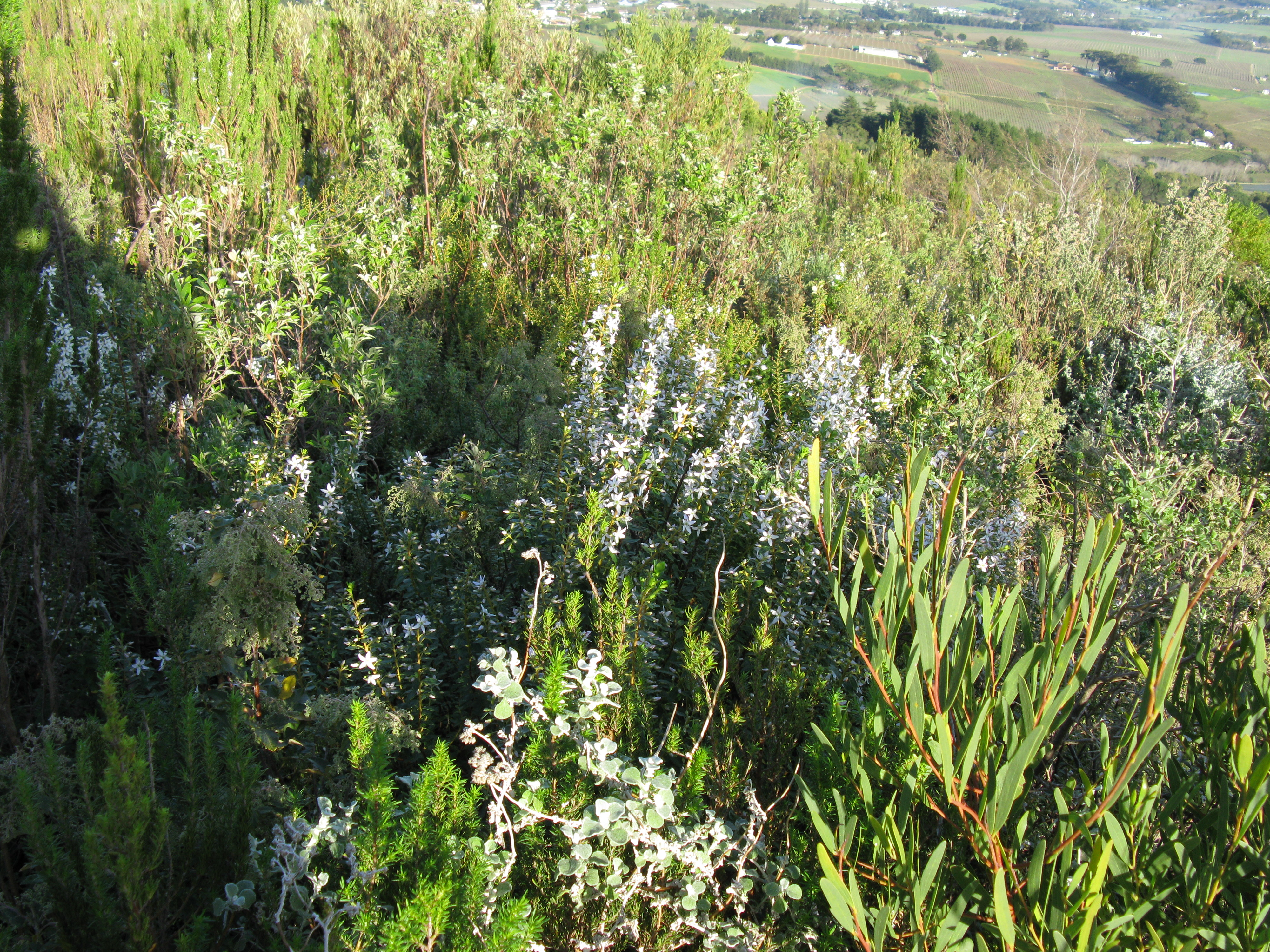